# Xanthi
Xanthi (grekiska: Ξάνθη, Xánthi, [ˈksanθi]) är en stad i prefekturen Xanthi i norra Grekland, belägen i den västra delen av den historiska regionen Thrakien. Staden hade 58,760 invånare invånare år 2021 och en area på 153,116 km².
Staden är byggd på ett sätt som ger den vissa kännetecken av en amfiteater vid foten av bergskedjan Rhodope. Xanthi delas av Kosynthosfloden, i den västra delen, där den gamla och den moderna staden ligger, och östra delen som ståtar med en rik naturmiljö. "Gamla stan i Xanthi" är känd i hela Grekland för sin distinkta arkitektur, som kombinerar många bysantinska grekiska kyrkor med neoklassiska herrgårdar av grekiska köpmän från 1700- och 1800-talen och moskéer från ottomanska eran.  Andra landmärken i Xanthi inkluderar det arkeologiska museet i Abdera och det grekiska folkkonstmuseet.
Xanthi är känt i hela Grekland (särskilt Makedonien och Thrakien) för sin årliga vårkarneval  (grekiska: καρναβάλι) som har en betydande roll i stadens ekonomi. Över 40 kulturföreningar från hela Grekland deltar i karnevalsprogrammet. De festligheter som äger rum under perioden inkluderar konserter, teaterföreställningar, musik- och danskvällar, utställningar, ett cykelevenemang, lekar på gatorna och återskapande av gamla seder. 

## Stadskärnan

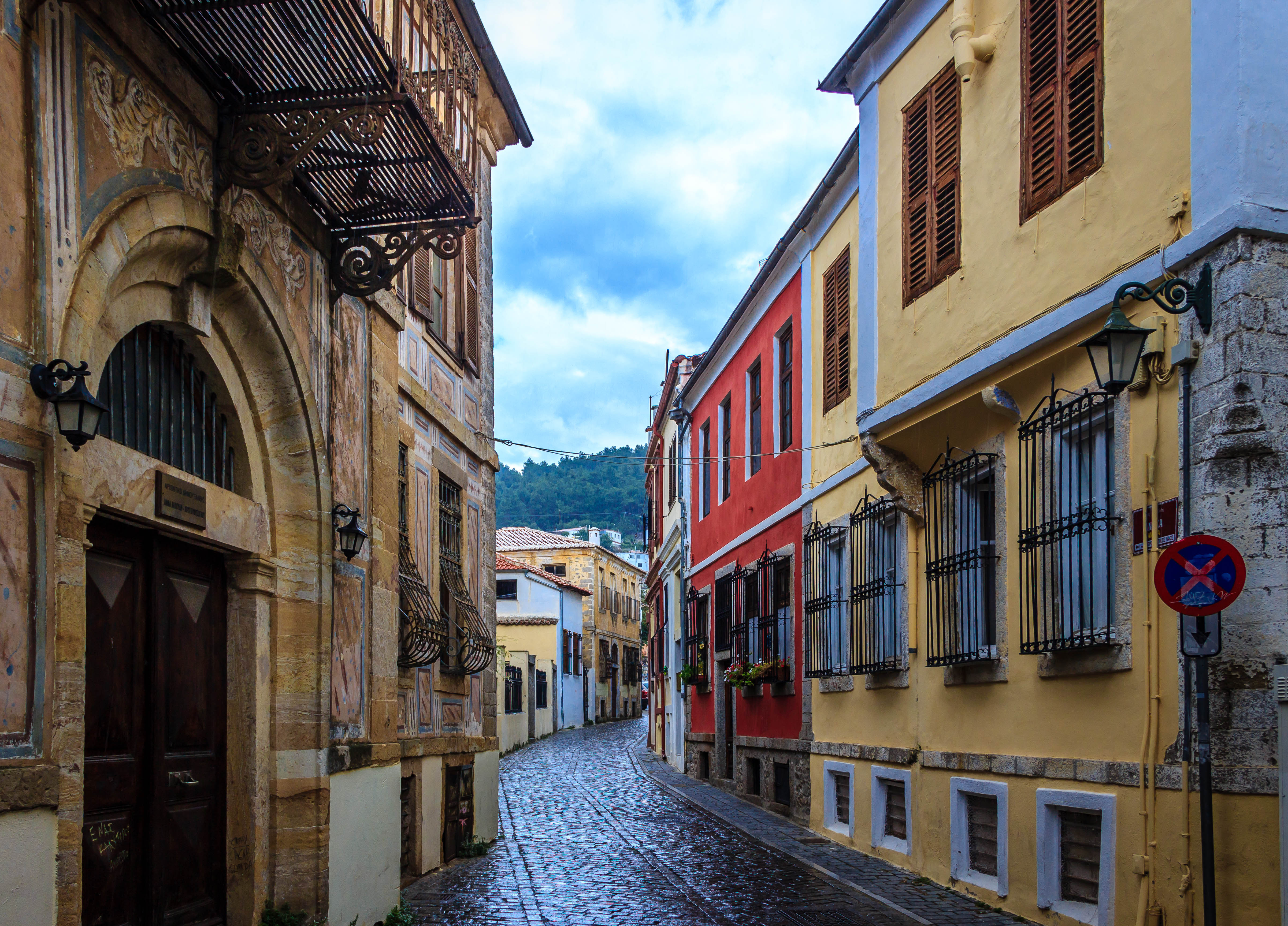
Xanthi gamla stan

Gamla stan i hjärtat av Xanthi har förblivit opåverkad av tiden. De kullerstensbelagda smala gatorna är kantade av vackra byggnader, vars arkitektoniska stil är en blandning av ottomansk och grekisk nyklassicistisk arkitektur. Tillsammans med de bysantinska kyrkorna och de pittoreska torgen kan Gamla stan som ett öppet museum, vars arkitektur blivit orörd genom åren.
Den moderna delen av staden har ett vackert torg med en klocka och de renoverade lagrhuset för tobak, inklusive den berömda "Π", på Kapnergaton gatan, som fick sitt namn från formen av 1890-talets byggnader.

## Historia
Xanthi identifieras ibland med den antika staden Xantheia som nämndes på 1:a århundradet f.Kr. av geografen Strabo, men den nämndes inte av någon annan forntida historiker. Det började som en liten by och upplevde alla tumultartade perioder i Thrakiens historia, såsom räder, katastrofer, etniska konflikter, inbördeskrig. Befolkningen i regionen Xanthi hade minskat till nästan ingenting, eftersom regionen avfolkades på 300-talet e.Kr. och nästan allt hade förstörts när ottomanerna erövrade regionen 1361. Av denna anledning tog ottomanerna med sig turkiska nybyggare från Mindre Asien, vilket är hur Genisea (Γενισέα) skapades, medan Oraio (Ωραίο) och Xanthi förblev huvudsakligen grekiska och kristna centra.

## Namnet
Det finns två teorier om ursprunget till ortens namn. Det var antingen uppkallat efter en dotter till Oceanus och Tethys, eller efter Xanthi, en av amasonerna som styrde regionen, enligt legenden. Xanthi är känd som İskeçe på turkiska och Скеча (Skecha) eller Ксанти (Ksanti) på bulgariska.